# قصف دونيتسك الروسية
في 13 يوليو 2014، سقطت قذائف هاون أطلقت من الأراضي الأوكرانية في فناء منزل خاص في بلدة دونيتسك الحدودية في روستوف أوبلاست في روسيا، وفقًا لمسؤولين روس. وأسفر القصف عن مقتل مدني وإصابة اثنين آخرين.

## خلفية
بدأت الاحتجاجات الموالية لروسيا في منطقتي دونيتسك ولوغانسك في أوكرانيا في فبراير 2014 وتصاعدت في النهاية إلى تمرد مسلح بحلول أبريل. شنت الحكومة الأوكرانية هجمات مضادة، وبحلول يوليو 2014، استعادت أراضي كبيرة من المتمردين الموالين لروسيا. 
يوم الجمعة، 11 يوليو، قبل يومين من القصف، قُتل 36-37 جنديًا أوكرانيًا في قصف صاروخي من نوع جراد.  رداً على ذلك، أعلن الرئيس الأوكراني بيترو بوروشنكو أنه «مقابل حياة كل جندي، سيدفع المسلحون العشرات والمئات من أرواحهم». 

## القصف
انفجرت ما يصل إلى ست قذائف هاون يوم الأحد، 13 يوليو، في دونيتسك، روسيا، وهي بلدة يبلغ عدد سكانها 50000 نسمة تشترك في نفس اسم المدينة الأوكرانية الأكبر بكثير وتبعد كيلومترا واحدا فقط من الحدود الأوكرانية الروسية. وسقطت قذائف الهاون في باحة منزل خاص، ما أسفر عن مقتل رجل يبلغ من العمر 46 عامًا وإصابة اثنين آخرين. 
وبحسب مسؤولين محليين، أطلقت القذائف من الأراضي الأوكرانية. وذكر المسؤولون الروس أيضًا أنه تم إطلاق سبع قذائف على الأقل على روستوف أوبلاست. قال مسؤولون روس إن البلدات الحدودية القريبة من أوكرانيا، والتي ادعت أوكرانيا أن المتمردين يستخدمونها، تعرضت في الماضي لنيران أوكرانية. قال مسؤول حكومي محلي إن القصف وقع حوالي الساعة 9:20 صباحًا.
وبحسب ما أفادت به ابنة الرجل الذي قُتل في القصف، فقد «استيقظت في منتصف الليل» (مما يتعارض مع التقرير السابق عن أن الهجوم حدث في الساعة 9:20 صباحًا) وسمعت صراخ شقيقها الأصغر، ثم ركضت لخارج المنزل، وسمعت والدها يصرخ. بعد ذلك، ذهبت هي وشقيقها إلى الشرفة ووجدا والدها مقتولًا وفاقدا لذراعه.[بحاجة لمصدر]
ونفت أوكرانيا مسؤوليتها عن القصف، مدعية أنه هجوم علم زائف شنه مسلحون موالون لروسيا. وقال الحرس الوطني الأوكراني إنه لم ينتشر قط في المنطقة التي وقع فيها القصف. 

## النتائج
وزاد الحادث التوتر بين روسيا وأوكرانيا، حيث تعهدت روسيا بـ «الرد». وقالت روسيا إنها ستدرس «ضربات دقيقة» لاستهداف مواقع عسكرية أوكرانية بالقرب من الحدود، لكنها قالت إنه لن يكون هناك غزو شامل لأوكرانيا.
طلبت روسيا من الملحقين العسكريين من ثماني عشرة دولة، بما في ذلك الدول الأربع الأخرى الدائمة العضوية في مجلس الأمن الدولي - الصين وفرنسا والمملكة المتحدة والولايات المتحدة - زيارة موقع القصف.
قام الملحقون العسكريون من إحدى عشرة دولة عضو في منظمة الأمن والتعاون في أوروبا والصحفيين الأجانب بتفتيش المناطق التي تعرضت لإطلاق النار من الأراضي الأوكرانية. وصرح الملحق العسكري الألماني، راينر شوالب، أن «روسيا لا تخفي الأحداث. مهمتنا هي فهم الوضع».

## ردود الفعل
- روسيا – قال نائب وزير الخارجية، غريغوري كاراسين، في مقابلة إذاعية في 13 يوليو، إن الجيش الأوكراني مسؤول عن القصف وأن الحادث قد يكون له «عواقب لا رجعة فيها».[1] استدعت وزارة الخارجية الروسية القائم بالأعمال الأوكراني في موسكو وسلمته مذكرة احتجاج. ذكرت صحيفة كوميرسانت في 14 يوليو عبر مصدر لم يذكر اسمه مقرب من الكرملين أن روسيا تفكر في شن غارات جوية على أهداف في أوكرانيا ردًا على قصف الأراضي الروسية.[8] ونقلت عن المصدر قوله «صبرنا له حدود»، مضيفا أن روسيا «تعرف بالضبط من أين يطلق (الأوكرانيون) النار».[2] وعندما سُئل ديمتري بيسكوف المتحدث باسم الرئيس فلاديمير بوتين عن تقرير كوميرسانت، قال: «هذا هراء، ليس هناك ما يعلق عليه، إنه غير صحيح».[17] في غضون ذلك، دعا نائب رئيس مجلس الاتحاد يفغيني بوشمين إلى رد عسكري: «نحتاج إلى استخدام أسلحة دقيقة، لتدمير أولئك (الأوكرانيين) الذين أطلقوا القنبلة».[18]

- أوكرانيا – رفض المتحدث باسم مجلس الأمن القومي والدفاع لأوكرانيا أندريه ليسينكو مزاعم روسيا ووصفها بأنها «هراء كامل» ونفى أن تكون القوات الأوكرانية وراء القصف.[19] وأشار ليسينكو إلى أن المتمردين ربما كانوا وراء الهجوم من أجل استفزاز موسكو للتدخل لصالحهم.[19] كما اتهم الرئيس بترو بوروشنكو روسيا بإرسال جيشها عبر الحدود ومهاجمة الجنود الأوكرانيين.[19]
- الولايات المتحدة – علقت المتحدثة باسم وزارة الخارجية جينيفر بساكي خلال إحاطة عُقدت في 15 يوليو بشأن الحادث. وقالت إن روسيا فشلت في تقديم أدلة كافية تؤكد أن أوكرانيا كانت بالفعل وراء القصف بقذائف الهاون عبر الحدود في 13 يوليو.[20]

- نوفوروسيا – نفى المتمردون أنهم وراء الهجوم.[21] وقال نائب رئيس الوزراء في جمهورية دونيتسك الشعبية، أندريه بورجين، لمحطة إذاعية في موسكو، «لقد اعتدنا تحمل اللوم على كل عمليات القصف الأوكرانية».